# Bykovo (Oblast' di Mosca)
Bykovo (in russo Быково?) è una cittadina della Russia europea centrale, situata nell'oblast' di Mosca. Apparteneva al Ramenskij rajon.
Sorge pochi chilometri a sudest di Mosca, alla sua periferia sudorientale. Nelle sue vicinanze si trova uno degli aeroporti della capitale russa (aeroporto di Mosca-Bykovo).